# سيمون سنايدر (سياسي)
سيمون سنايدر هو سياسي أمريكي، ولد في 5 نوفمبر 1759 في لانكستر في الولايات المتحدة، وتوفي في 9 نوفمبر 1819 في فيلادلفيا في الولايات المتحدة بسبب حمى التيفوئيد. نشط حزبياً في الحزب الجمهوري الديمقراطي. وقد انتخب عضو مجلس ولاية بنسيلفانيا ‏ وانتخب حاكم ولاية بنسلفانيا ‏ (20 ديسمبر 1808 – 16 ديسمبر 1817) وانتخب عضو مجلس نواب بنسيلفانيا ‏.